# ستيوارت ن. لاك
ستيوارت ن. لاك (بالإنجليزية: Stuart N. Lake)‏ هو كاتب سيناريو وكاتب أمريكي، ولد في 23 سبتمبر 1889 في رومي في الولايات المتحدة، وتوفي في 27 يناير 1964 في سان دييغو في الولايات المتحدة.

## وصلات خارجية
- ستيوارت ن. لاك على موقع IMDb (الإنجليزية)
- ستيوارت ن. لاك على موقع ألو سيني (الفرنسية)
- ستيوارت ن. لاك على موقع أول موفي (الإنجليزية)
- ستيوارت ن. لاك على موقع قاعدة بيانات الأفلام السويدية (السويدية)
- ستيوارت ن. لاك على موقع قاعدة بيانات الفيلم (الإنجليزية)
- ستيوارت ن. لاك على موقع كينوبويسك (الروسية)